# Trichopselaphus
Trichopselaphus es un  género de coleópteros adéfagos de la familia Carabidae.

## Especies
Comprende las siguientes especies:
- Trichopselaphus erwinorum Ball, 1978
- Trichopselaphus gloriosus Ball, 1978
- Trichopselaphus magnificus Ball, 1978
- Trichopselaphus meyeri Ball, 1978
- Trichopselaphus minor Bates, 1882
- Trichopselaphus stockwelli Ball, 1987
- Trichopselaphus subiridescens Chaudoir, 1843
- Trichopselaphus woldai Ball, 1987